# Calcarius
A Calcarius a madarak osztályának verébalakúak (Passeriformes) rendjébe és a sarkantyússármány-félék (Calcariidae) családjába tartozó nem.

## Rendszerezésük
A nemet Johann Matthäus Bechstein német természettudós írta le 1802-ben, az alábbi 3 faj tartozik ide:
- sarkantyús sármány (Calcarius lapponicus)
- fehérszárnyú sarkantyússármány (Calcarius pictus)
- feketebegyű sarkantyússármány (Calcarius ornatus)

## Előfordulásuk
A sarkantyús sármány Európában, Ázsiában és Észak-Amerikában honos, a másik két faj csak Észak-Amerikában él. Természetes élőhelyeik a tundrák, gyepek és cserjések, sós mocsarak és édesvizű tavak környékén. Telelni délre vonul.

## Megjelenésük
Testhosszuk 15-17 centiméter körüli.